# Dimitri Agostini
Dimitri Agostini (Pietrasanta, 3 gennaio 1976) è un ex cestista italiano.

## Carriera
Cresciuto nelle giovanili della Libertas Livorno fino alla scomparsa della società, si trasferisce alla Libertas Udine dove debutta in Serie A2 a 18 anni. Dopo due anni viene ingaggiato dal Basket Rimini, dove rimarrà fino al 2000: durante questo periodo la squadra biancorossa conquista una promozione ed esordisce in Coppa Korać. Disputa però la seconda parte della stagione 1998-99 al Roseto Basket in A2.
Nel 2000 scende in Serie B1 giocando con lo Sporting Club Gira Ozzano, poi un anno dopo torna nella massima serie con il passaggio alla Pallacanestro Trieste.
Torna in terza serie nel 2002, quando è tra gli artefici della promozione della Dinamo Sassari in Legadue, campionato che disputerà l'annata seguente. Dal 2004 al 2007 è di scena ancora in B1, rispettivamente con le canotte di Latina, Porto Torres e Vigevano.
Nuova discesa di categoria nel 2007, quando accetta l'offerta del Faenza/Castrocaro e, due anni più tardi, del Basket Ravenna. Dal 2010 al 2015 è in forza alla Pallacanestro Titano, in Serie C regionale.